# 3α-ヒドロキシグリチルレチン酸デヒドロゲナーゼ
3α-ヒドロキシグリチルレチン酸デヒドロゲナーゼ（3α-hydroxyglycyrrhetinate dehydrogenase）は、次の化学反応を触媒する酸化還元酵素である。
3α-ヒドロキシグリチルレチン酸 + NADP+ {\displaystyle \rightleftharpoons } 3-オキソグリチルレチン酸 + NADPH + H+
反応式の通り、この酵素の基質は3α-ヒドロキシグリチルレチン酸とNADP+、生成物は3-オキソグリチルレチン酸とNADPHとH+である。
組織名は3α-hydroxyglycyrrhetinate:NADP+ 3-oxidoreductaseである。